# Amphoe Wang Yang
Amphoe Wang Yang (thailändisch อำเภอ วังยาง) ist ein Landkreis (Amphoe – Verwaltungs-Distrikt) der Provinz Nakhon Phanom. Die Provinz Nakhon Phanom liegt in der Nordostregion von Thailand, dem so genannten Isan.

## Geographie
Benachbarte Bezirke (von Norden im Uhrzeigersinn): die Amphoe Pla Pak und Na Kae der Provinz Nakhon Phanom sowie die Amphoe Khok Si Suphan und Phon Na Kaeo in der Provinz Sakon Nakhon.

## Geschichte
Wang Yang wurde am 1. Juli 1997 zunächst als „Zweigkreis“ (King Amphoe) eingerichtet, indem vier Tambon vom Amphoe Na Kae abgetrennt wurden.
Am 15. Mai 2007 hatte die thailändische Regierung beschlossen, alle 81 King Amphoe in den einfachen Amphoe-Status zu erheben, um die Verwaltung zu vereinheitlichen.
Mit der Veröffentlichung in der Royal Gazette „Issue 124 chapter 46“ vom 24. August 2007 trat dieser Beschluss offiziell in Kraft.

## Verwaltung

### Provinzverwaltung
Amphoe That Phanom ist in vier Gemeinden (Tambon) eingeteilt, welche wiederum in 27 Dörfer (Muban) unterteilt sind. 
| Nr. | Name      | Thai    | Muban | Einw. |
| --- | --------- | ------- | ----- | ----- |
| 1.  | Wang Yang | วังยาง   | 9     | 4.823 |
| 2.  | Khok Si   | โคกสี    | 7     | 3.198 |
| 3.  | Yot Chat  | ยอดชาด  | 7     | 4.999 |
| 4.  | Nong Pho  | หนองโพธิ์ | 4     | 2.051 |

### Lokalverwaltung
Es gibt keine Stadt (Thesaban) im Landkreis.
Jeder der vier Tambon wird von einer „Tambon Administrative Organization“ (TAO, องค์การบริหารส่วนตำบล – Verwaltungs-Organisation) verwaltet.